# Réjean Ducharme
Pour les articles homonymes, voir Ducharme.
Réjean Ducharme, né à Saint-Félix-de-Valois dans Lanaudière, au Québec, le 12 août 1941 et mort à Montréal le 21 août 2017, est un écrivain, dramaturge, scénariste, parolier et sculpteur québécois.

## Biographie
Réjean Ducharme est le fils d’Omer Ducharme, journalier, et de Nina Lavallée, dont le patronyme rappelle le titre de son premier roman publié chez Gallimard : L'Avalée des avalés. « Après la parution de L’Avalée des avalés, en 1966, Radio-Canada s’entretient avec ses parents, Omer Ducharme et Nina Lavallée. Après cet entretien, Réjean Ducharme demandera à ses proches de ne plus s’adresser aux médias »,,. Réjean Ducharme a toujours refusé toute demande d'entrevue et n'a fait aucune apparition publique. À peine deux photos de lui existent, et seules quelques rarissimes lettres aux quotidiens ont été publiées, au début de sa carrière. Il habitait Montréal. Tout comme l'écrivain américain Thomas Pynchon, il vivait dans l'anonymat.

### Débuts
Il connaît un succès immédiat, dès la parution en 1966 de son roman L'Avalée des avalés, qui le consacre instantanément comme l'un des grands écrivains québécois de sa génération. La publication de la première œuvre d'un écrivain de ce calibre par un éditeur français sème la controverse en ces années où le nationalisme québécois connaît une effervescence rarement égalée. Le Cercle du livre de France avait refusé un manuscrit de Ducharme, et ce rejet incita l'écrivain à se tourner plutôt vers Gallimard. Non seulement cet éditeur accepte le roman, mais celui-ci apparaît sur la liste des candidats pour le prix Goncourt, qu'il n'obtient pas. 

### Apogée
Le Nez qui voque et L'Océantume, manuscrits antérieurs apparemment soumis à Gallimard en même temps que celui de L'Avalée des avalés, sont subséquemment publiés par ce même éditeur, respectivement en 1967 et 1968.
En 1968, Ducharme reçoit une bourse Guggenheim. En juin de la même année, sa première pièce, Le Cid maghané, une parodie débridée du Cid de Corneille, est créée à Sainte-Agathe sous la direction d'Yvan Canuel. Le Cid maghané est l'une des premières pièces à faire utilisation du joual (parler populaire québécois) sur scène. La création du Cid maghané précède de peu celle des Belles-sœurs de Michel Tremblay.
Toujours durant l'été 1968, Yvan Canuel met en scène une deuxième pièce de Ducharme, Ines Pérée et Inat Tendu. En 1969, Ducharme publie La Fille de Christophe Colomb. Fait assez rare, il s'agit d'un roman écrit en vers. Il raconte les aventures de Colombe, fille désabusée de Christophe Colomb. L'année suivante, sa troisième pièce, Le marquis qui perdit, est créée au Théâtre du Nouveau Monde sous la direction d'André Brassard, celui-là même qui avait signé la mise en scène des Belles-sœurs. La pièce est une pochade se déroulant en Nouvelle-France et « le marquis qui perdit » est en fait Montcalm. Cette fois-ci, le succès n'est pas au rendez-vous.
Après L'Hiver de force (1973), lauréat du Prix du Gouverneur général 1973, et Les Enfantômes (1976), Ducharme cesse d'écrire des romans pendant 14 ans, jusqu'à la parution en 1990 de Dévadé, suivi de Va savoir (1994) et de Gros Mots (1999).
Mais il n'abandonne pas l'écriture pour autant. Il revient au théâtre en 1978 avec HA ha!..., une œuvre assez sombre montée en 1978 au Théâtre du Nouveau Monde par Jean-Pierre Ronfard.
Il est aussi un des paroliers préférés de Robert Charlebois.

### Thèmes abordés

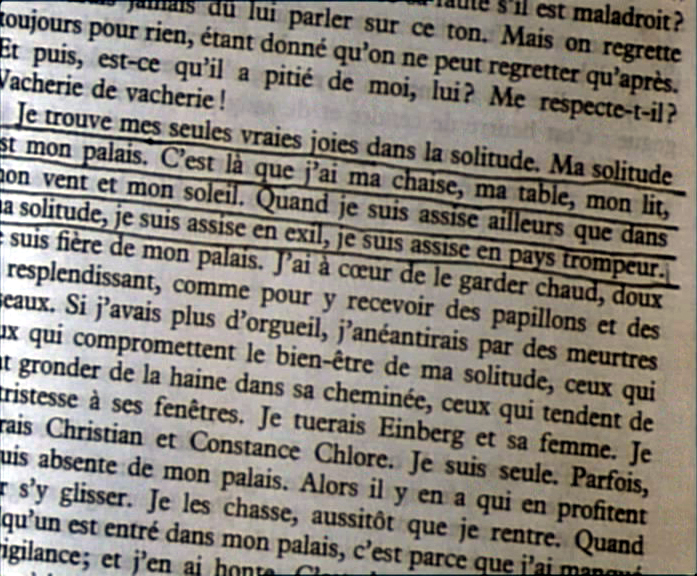
Un extrait du livre L'Avalée des avalés.

L'enfance et le rejet du monde des adultes sont des thèmes qui reviennent fréquemment dans l'œuvre de Ducharme, comme si l'auteur souhaitait que s'arrête la marche du temps, « afin que demeure cet âge d'or qu'est l'enfance ». L'héroïne de L'Avalée des avalés est une enfant, Bérénice Einberg ; les personnages principaux du Nez qui voque sont des adolescents coupés du monde. Les références à ces sujets en particulier, doublés du secret qui entoure la vie intime de l'auteur, ont exacerbé plusieurs comparaisons entre Réjean Ducharme et l'écrivain américain J. D. Salinger. Ce dernier vécut toutefois en réclusion totale et ne publia rien pendant des décennies, contrairement à Ducharme.
En revanche, si l’enfance est en effet au cœur de l’œuvre de Réjean Ducharme, des critiques comme Laurent Mailhotet des écrivains comme J.M.G. Le Clézio en ont souligné la dimension profondément « adulte ».
Dans son œuvre, Réjean Ducharme se distingue par le recours fréquent aux jeux de mots, aux néologismes et aux inventions de langage, ce qui rend son style particulièrement vivant et unique. Il accorde aussi aux noms des personnages une grande attention, à un tel point qu’il est possible de parler d’une véritable « onomastique ducharmienne ». Contrairement à plusieurs de ses contemporains des années 1960 et 1970, il n'écrit pas en joual, bien que des expressions locales ou des jurons québécois apparaissent parfois dans son travail.
Grand lecteur, Ducharme a écrit une œuvre nettement intertextuelle, dans laquelle on découvre partout la parole d’autres écrivains ; comme le souligne Gilles Marcotte : « Il est toujours dans les textes des autres, chez les Grands Auteurs, Bossuet, Baudelaire, Byron, Dante, Flaubert, Goethe, Balzac, Homère, Hugo, Klopstock, Musset, Poe, Sade, Scott, Shakespeare, Sue (il tire son nom, par transformation, du Lautréamont d'Eugène Sue), Wagner, et sans doute beaucoup d'autres ».

### Chanson, cinéma et arts visuels
Réjean Ducharme a écrit quelques chansons importantes du répertoire de Robert Charlebois, tel Mon pays (c'est pas un pays c'est une job), Heureux en amour, Le Violent seul (chu tanné) et J'veux de l'amour. Il en a aussi composé quelques-unes pour Pauline Julien.
Au cinéma, il a collaboré aux scénarios de deux films de Francis Mankiewicz : Les Bons Débarras (1980) et Les Beaux Souvenirs (1981).
Il est également sculpteur. Ses œuvres, qu'il appelle trophoux, sont signées du nom de Roch Plante. Il les compose à partir des déchets et des débris qu'il ramasse lors de ses promenades dans les rues de Montréal. Il ne fait pas davantage d'intervention publique lors du dévoilement de ses sculptures.

## Œuvre

### Romans
- L'Avalée des avalés, Gallimard, 1966
- Le Nez qui voque, Gallimard, 1967
- L'Océantume, Gallimard, 1968
- La Fille de Christophe Colomb, Gallimard, 1969
- L'Hiver de force, Gallimard, 1973
- Les Enfantômes, Gallimard, 1976
- Dévadé, Gallimard, 1990, pour le Canada : Lacombe
- Va savoir, Gallimard, 1994
- Gros Mots, Gallimard, 1999
- Romans, édition préparée et présentée par Élisabeth Nardout-Lafarge, « Vie et œuvre » de Réjean Ducharme par Monique Bertrand et Monique Jean, Paris, Gallimard, « Quarto », 1952 pages  (ISBN 9782072891731). Cette édition offre à la lecture les neufs romans de Ducharme selon leur ordre probable de rédaction et non selon leur ordre de publication : L’Océantume, suivi de 68 chapitres inédits, Le Nez qui voque, L’Avalée des avalés, La Fille de Christophe Colomb, L’Hiver de force, Les Enfantômes, Dévadé, Va savoir, Gros Mots.

### Théâtre
- Le Cid maghané, Festival de Sainte-Agathe (1968) (non publié)
- Ines Pérée et Inat Tendu, Festival de Sainte-Agathe (1968), reprise en avril 1976 par Organisation Ô sous le titre Prenez-nous et aimez-nous; une nouvelle et définitive version de la pièce est créée à la NCT, en octobre 1976,  et publiée chez Leméac la même année
- Le marquis qui perdit (1969) (non publié)
- HA ha!... (1978), publié chez Gallimard en 1982

En mars 1994, le Théâtre d'Aujourd'hui présente une adaptation théâtrale de La Fille de Christophe Colomb mise en scène de Martin Faucher, avec Markita Bois.
À l'automne 2001, le Théâtre du Nouveau Monde présente une adaptation théâtrale de L'Hiver de force mise en scène par Lorraine Pintal.
Du 15 novembre au 10 décembre 2011, le Théâtre du Nouveau Monde présente une nouvelle production de la pièce HA ha!... dans une mise en scène par Dominic Champagne.

### Paroles de chansons
Pour Robert Charlebois, il écrit ou collabore à l'écriture de 30 chansons, dont les plus connues sont :
- Mon pays
- Le Violent seul (S’chut tanné)
- J’t’haïs
- J’veux d’l’amour
- Révolte
- Limoilou
- Je l’savais
- Manche de pelle, de l’album Robert Charlebois (Je rêve à Rio), 1974.
- Heureux en amour

Il écrit aussi pour Pauline Julien :
- Déménager ou rester là, de l’album Au milieu de ma vie, peut-être à la veille de…, 1972.

### Autres publications
- Trophoux (Lanctôt, 2004) : catalogue des œuvres plastiques de Roch Plante.
- Le Lactume (Les Éditions du passage, 2017) : dessins en couleurs accompagnés de légendes
- Sur lui: Dossier Réjean Ducharme, Nuit blanche, magazine littéraire, no 124, automne 2011
- sur lui: Andrée Ferretti, « Ducharme, beaucoup de mots, peu d’entrailles », Nuit blanche, magazine littéraire, no 124, automne 2011, p. 56-57 (Article dans le dossier : Réjean Ducharme).

## Filmographie

### Comme scénariste
- 1979 : Les Bons Débarras, film québécois réalisé par Francis Mankiewicz, avec Charlotte Laurier, Marie Tifo et Germain Houde
- 1981 : Les Beaux Souvenirs, film québécois réalisé par Francis Mankiewicz, avec Monique Spaziani, Julie Vincent et Paul Hébert

### Adaptation
- 1973 : Le Grand Sabordage, film franco-québécois réalisé par Alain Périsson, d'après le roman Le Nez qui voque, avec Nathalie Drivet, Pascal Bressy et Luce Guilbeault

## Honneurs
- 1966 : Prix du Gouverneur général pour L'Avalée des avalés
- 1968 : Guggenheim Fellowship for Creative Art
- 1973 : Prix du Gouverneur général pour L'Hiver de force
- 1974 : Prix littéraire Canada-Communauté française de Belgique
- 1976 : Prix Québec-Paris, Les Enfantômes
- 1982 : Prix du Gouverneur général pour HA ha!...
- 1983 : Prix littéraires du Journal de Montréal
- 1990 : Prix Gilles-Corbeil
- 1994 : Prix Athanase-David
- 1994 : Finaliste pour le Prix du Gouverneur général pour Va savoir
- 1999 : Grand prix national des Lettres
- 2000 : Officier de l'Ordre national du Québec
- 2015 : Compagnon de l'ordre des arts et des lettres du Québec

## Influence et postérité
L’auteur-compositeur-interprète Patrice Michaud cite Réjean Ducharme avec sa permission dans la chanson Kamikaze : « Car l'amour ce n'est pas quelque chose, c'est quelque part. » L’œuvre de Ducharme l’a profondément influencé. Il a découvert cette citation en exergue du roman Golden Square Mile (éditions L'Oie de Cravan, 2015), de Maxime Catellier.

## Sources